# دهستان چهل‌چشمه غربی
دهستان چهل چشمه غربی نام دهستانی در بخش سرشیو شهرستان سقز، استان کردستان در ایران است. براساس سرشماری مرکز آمار ایران در سال ۱۳۸۵، جمعیت آن ۲۶۲۴ نفر (۴۶۸ خانوار) بوده‌است.